# Department of Government Efficiency
Il Department of Government Efficiency (lett. "Dipartimento dell'Efficienza Governativa"), in sigla: DOGE, formalmente US DOGE Service Temporary Organization (lett. "Organizzazione temporanea del servizio DOGE negli Stati Uniti"), è un'organizzazione temporanea nata su iniziativa della seconda amministrazione Trump e guidata da Elon Musk fino al 29 maggio 2025. 
Nonostante il nome, il DOGE non è un dipartimento del gabinetto del governo federale degli Stati Uniti, bensì un'organizzazione governativa temporanea 
posta sotto l'egida dello United States DOGE Service, precedentemente noto come United States Digital Service.
Lo scopo dichiarato del DOGE è di ridurre gli sprechi e le spese federali nonché snellire le regolamentazioni e il sistema burocratico statunitense. L'organizzazione è stata creata attraverso un ordine esecutivo del presidente Donald Trump il 20 gennaio 2025, per "modernizzare la tecnologia e i software federali e per massimizzare l'efficienza e la produttività governativa".

## Storia

### Nascita
L'organizzazione è stata annunciata dall'allora presidente eletto Donald Trump nel novembre del 2024 per la sua seconda presidenza, e ha annunciato che a capo del dipartimento ci sarebbero stati il politico Vivek Ramaswamy e l'imprenditore Elon Musk, successivamente però Ramaswamy ha abbandonato l'iniziativa annunciando di volersi candidare a governatore dell'Ohio.
L'idea di istituire il DOGE è emersa in una discussione tra Elon Musk e Donald Trump, dove Musk ha lanciato l'idea di un dipartimento per semplificare l'efficienza del governo, dopo che Trump in campagna elettorale aveva promesso di ridurre la spesa pubblica, le dimensioni e l'influenza del governo federale e le dimensioni del deficit. L'acronimo dell'organizzazione DOGE è stato descritto come un riferimento a dogecoin, una moneta che Musk sostiene e il lancio ufficiale del sito web presentava in modo prominente il logo di un cane Shiba.

### Azioni all'interno del governo federale
Alla fine di gennaio 2025, il Washington Post ha scritto che il Department of Government Efficiency aveva ottenuto l'accesso a gran parte delle agenzie del governo.

### Legittimità costituzionale
La sua creazione e esistenza sono state oggetto di controversie, che hanno comportato proteste e cause legali, mettendone in dubbio l'effettiva legittimità costituzionale. Alcuni membri del Partito Democratico hanno criticato l'operato del DOGE, affermando che l'organizzazione non ha l'autorità e i permessi necessari per compiere talune azioni. La Casa Bianca e il Partito Repubblicano hanno invece difeso sia il DOGE sia Musk, affermando che il loro operato era in piena conformità con la legge federale.
Né il DOGE né Trump hanno l'autorità costituzionale di tagliare la spesa pubblica federale, ma possono solo fare raccomandazioni o richieste di riduzione di spesa al Congresso, che detiene il potere di decidere la destinazione e usufrutto finale delle risorse erariali.

## Cronotassi
| Ritratto | Nominativo  | Mandato                          |
| -------- | ----------- | -------------------------------- |
|          | Elon Musk   | 20 gennaio 2025 – 29 maggio 2025 |
|          | Amy Gleason | 29 maggio 2025 - in carica       |